# Dino Perić
Dino Perić (ur. 12 lipca 1994 w Osijeku) – chorwacki piłkarz grający na pozycji obrońcy w Dinamie Zagrzeb.

## Życiorys
W czasach juniorskich trenował w NK Osijek i Dinamie Zagrzeb. Od 15 lutego do 31 grudnia 2013 przebywał na wypożyczeniu w NK Sesvete. W latach 2014–2017 czterokrotnie przebywał na wypożyczeniu w NK Lokomotiva Zagrzeb. W barwach Lokomotivy zadebiutował w rozgrywkach Prvej hrvatskiej nogometnej ligi – miało to miejsce 7 lutego 2014 w wygranym 2:1 meczu z NK Slaven Belupo. W latach 2018–2020 wraz z Dinamem trzykrotnie zdobył mistrzostwo kraju.
W reprezentacji Chorwacji zadebiutował 16 listopada 2019 w wygranym 3:1 meczu ze Słowacją. W 56. minucie zanotował asystę przy golu Nikoli Vlašicia.